# خالد قمر
خالد قمر (ولد في 2 فبراير 1988 طنطا بمحافظة الغربية) هو لاعب كرة قدم مصري دولي يلعب حاليًا نادي طلائع الجيش .
بدأ مسيرته الكروية مع نادي طنطا، وفي موسم 2008/2009 انتقل إلى نادي اتحاد الشرطة. ثم انضم لنادي الزمالك برفقة زميليه في الشرطة معروف يوسف وأحمد دويدار في يوينو 2014 مقابل أربعة ملايين جنيه للشرطة، ووقع الثلاثي على عقد لمدة ثلاث سنوات. ساهم قمر في فوز الزمالك بلقب الدوري لأول مرة منذ 11 عام، وذلك في موسمه الأول مع الفريق وهو موسم 2014-2015 ولكنه فقد مكانه في التشكيلة الأساسية منذ التعاقد مع المدرب البرتغالي جوسفالدو فيريرا في فبراير 2015. وانضم بعد ذلك إلى نادي سموحة في أغسطس 2015 على سبيل الإعارة لمدة موسم واحد، وبحسب العقد يُحرم من مواجهة الزمالك طوال فترة الإعارة.

## روابط خارجية
- خالد قمر على موقع قاعدة بيانات كرة القدم.إي يو (الإنجليزية)
- خالد قمر على موقع ناشيونال فوتبول تيمز (الإنجليزية)
- خالد قمر على موقع Soccerway.com (الإنجليزية)